# Salsete
Salsete (en portugués: Salsete, en marathi: Sashti; साष्टी) es una isla del Estado de Maharastra, en la costa oeste de la India. Las ciudades de Mumbai (Bombay) y Thane se sitúan sobre ella, dándole el puesto de 14º isla más poblada de la Tierra. Hace tiempo la isla no era una sino varias, cuyos estrechos se rellenaron entre 1782 y 1845.

## Historia
La isla fue territorio portugués entre los años 1534 y 1737 cuando fue ocupada por el Imperio maratha. Aunque ya en 1661 las siete islas de Bombay habían sido cedidas a la Corona Británica. 
En 1774 fue ocupada por los británicos. Pasando a formar parte de la India en 1947.